# Liste der Bodendenkmäler in Gebsattel
Auf dieser Seite sind die Bodendenkmäler in der mittelfränkischen Gemeinde Gebsattel zusammengestellt. Diese Tabelle ist eine Teilliste der Liste der Bodendenkmäler in Bayern. Grundlage ist die Bayerische Denkmalliste, die auf Basis des Bayerischen Denkmalschutzgesetzes vom 1. Oktober 1973 erstmals erstellt wurde und seither durch das Bayerische Landesamt für Denkmalpflege geführt wird. Die folgenden Angaben ersetzen nicht die rechtsverbindliche Auskunft der Denkmalschutzbehörde.

## Bodendenkmäler in Gebsattel
| Lage       | Objekt | Akten-Nr.     | Bild |
| ---------- | --- | ------------- | ---- |
| (Standort) | Siedlung des Neolithikums.                                                                                         | D-5-6627-0102 |      |
| (Standort) | Freilandstation des Mesolithikums.                                                                                 | D-5-6627-0103 |      |
| (Standort) | Opferplatz vorgeschichtlicher Zeitstellung.                                                                        | D-5-6627-0104 |      |
| (Standort) | Siedlung des Neolithikums und der Latènezeit.                                                                      | D-5-6627-0106 |      |
| (Standort) | Siedlung des Neolithikums.                                                                                         | D-5-6627-0107 |      |
| (Standort) | Siedlung der Linearbandkeramik.                                                                                    | D-5-6627-0108 |      |
| (Standort) | Siedlung des Neolithikums.                                                                                         | D-5-6627-0109 |      |
| (Standort) | Siedlung des Neolithikums.                                                                                         | D-5-6627-0110 |      |
| (Standort) | Siedlung des Neolithikums und der Urnenfelderzeit.                                                                 | D-5-6627-0111 |      |
| (Standort) | Siedlung der Latènezeit.                                                                                           | D-5-6627-0113 |      |
| (Standort) | Siedlung des Neolithikums.                                                                                         | D-5-6627-0114 |      |
| (Standort) | Freilandstation des Mesolithikums.                                                                                 | D-5-6627-0116 |      |
| (Standort) | Siedlung der Urnenfelderzeit.                                                                                      | D-5-6627-0117 |      |
| (Standort) | Siedlung der Bronzezeit und der Urnenfelderzeit.                                                                   | D-5-6627-0118 |      |
| (Standort) | Siedlung vorgeschichtlicher Zeitstellung.                                                                          | D-5-6627-0119 |      |
| (Standort) | Siedlung des Neolithikums.                                                                                         | D-5-6627-0123 |      |
| (Standort) | Siedlung vorgeschichtlicher Zeitstellung.                                                                          | D-5-6627-0125 |      |
| (Standort) | Siedlung des Neolithikums.                                                                                         | D-5-6627-0126 |      |
| (Standort) | Siedlung vorgeschichtlicher Zeitstellung, Freilandstation des Mesolithikums, Siedlung des Neolithikums.            | D-5-6627-0127 |      |
| (Standort) | Siedlung der Urnenfelderzeit.                                                                                      | D-5-6627-0128 |      |
| (Standort) | Siedlung vorgeschichtlicher Zeitstellung, in erster Linie des Altneolithikums.                                     | D-5-6627-0129 |      |
| (Standort) | Siedlung vorgeschichtlicher Zeitstellung.                                                                          | D-5-6627-0130 |      |
| (Standort) | Mesolithische Freilandstation.                                                                                     | D-5-6627-0131 |      |
| (Standort) | Siedlung vorgeschichtlicher Zeitstellung.                                                                          | D-5-6627-0132 |      |
| (Standort) | Siedlung vorgeschichtlicher Zeitstellung.                                                                          | D-5-6627-0134 |      |
| (Standort) | Siedlung vorgeschichtlicher Zeitstellung.                                                                          | D-5-6627-0135 |      |
| (Standort) | Grabhügel vorgeschichtlicher Zeitstellung.                                                                         | D-5-6627-0136 |      |
| (Standort) | Mittelalterlicher Turmhügel.                                                                                       | D-5-6627-0138 |      |
| (Standort) | Siedlung des Neolithikums.                                                                                         | D-5-6627-0139 |      |
| (Standort) | Siedlung des Neolithikums.                                                                                         | D-5-6627-0141 |      |
| (Standort) | Siedlung der Steinzeiten.                                                                                          | D-5-6627-0142 |      |
| (Standort) | Siedlung der Urnenfelderzeit.                                                                                      | D-5-6627-0145 |      |
| (Standort) | Siedlung vorgeschichtlicher Zeitstellung.                                                                          | D-5-6627-0146 |      |
| (Standort) | Siedlung der Eisenzeit.                                                                                            | D-5-6627-0148 |      |
| (Standort) | Siedlung vorgeschichtlicher Zeitstellung.                                                                          | D-5-6627-0150 |      |
| (Standort) | Siedlung vorgeschichtlicher Zeitstellung.                                                                          | D-5-6627-0151 |      |
| (Standort) | Siedlung des Neolithikums und der Bronzezeit.                                                                      | D-5-6627-0152 |      |
| (Standort) | Mittelalterlicher Turmhügel.                                                                                       | D-5-6627-0154 |      |
| (Standort) | Mittelalterlicher Turmhügel.                                                                                       | D-5-6627-0155 |      |
| (Standort) | Siedlung der Steinzeiten.                                                                                          | D-5-6627-0156 |      |
| (Standort) | Freilandstation des Mesolithikums.                                                                                 | D-5-6627-0157 |      |
| (Standort) | Siedlung der Latènezeit.                                                                                           | D-5-6627-0158 |      |
| (Standort) | Freilandstation des Mesolithikums, Siedlung vorgeschichtlicher Zeitstellung.                                       | D-5-6627-0160 |      |
| (Standort) | Freilandstation des Mesolithikums und Siedlung der Latènezeit.                                                     | D-5-6627-0161 |      |
| (Standort) | Siedlung vorgeschichtlicher Zeitstellung.                                                                          | D-5-6627-0162 |      |
| (Standort) | Mittelalterliche und frühneuzeitliche Befunde im Bereich der evangelisch-lutherischen Pfarrkirche St. Maria.       | D-5-6627-0164 |      |
| (Standort) | Siedlung der Steinzeiten.                                                                                          | D-5-6627-0177 |      |
| (Standort) | Mittelalterliche und frühneuzeitliche Befunde im Bereich von Schloss Gebsattel.                                    | D-5-6627-0252 |      |
| (Standort) | Mittelalterliche und frühneuzeitliche Befunde im Bereich der katholischen Pfarrkirche St. Laurentius in Gebsattel. | D-5-6627-0266 |      |
| (Standort) | Siedlung des Neolithikums.                                                                                         | D-5-6627-0274 |      |
| (Standort) | Mittelalterliche und frühneuzeitliche Befunde im Bereich der evangelisch-lutherischen Pfarrkirche St. Nikolaus.    | D-5-6627-0275 |      |